# Gare d'Arles
Ne doit pas être confondu avec Gare d'Arles-sur-Tech.
La gare d'Arles est une gare ferroviaire française de la ligne de Paris-Lyon à Marseille-Saint-Charles, située à proximité du centre-ville d'Arles, dans le département des Bouches-du-Rhône, en région Provence-Alpes-Côte d'Azur. Elle est située dans le quartier du Trébon, face au grand Rhône. La vieille ville, les arènes, le théâtre antique et le centre-ville sont joignables à pied en une dizaine de minutes par les quais ou via la place Lamartine.
C'est une gare de la Société nationale des chemins de fer français (SNCF) desservie par des TGV, des trains de grandes lignes et ceux du réseau TER Provence-Alpes-Côte d'Azur.

## Situation ferroviaire
Établie à 10 mètres d'altitude, la gare de bifurcation d'Arles est située au point kilométrique (PK) 776,362 de la ligne de Paris-Lyon à Marseille-Saint-Charles, entre les gares ouvertes d'Avignon-Centre et de Saint-Martin-de-Crau. Elle est également l'origine des lignes partiellement fermées d'Arles à Lunel, d'Arles au canal et d'Arles à Salon-de-Provence.

## Histoire
Elle est bâtie en 1848 lors de la création du chemin de fer d'Avignon à Marseille, intégré ensuite dans la grande ligne de Paris-Lyon à Marseille-Saint-Charles, lors de la constitution de la Compagnie des chemins de fer de Paris à Lyon et à la Méditerranée (PLM). Elle a pour origine une intervention de l'écrivain-député Alphonse de Lamartine.
Le bâtiment voyageurs, totalement détruit en 1944 par les bombardements des alliés, fut reconstruit peu après.
Le trafic ferroviaire voyageurs, autrefois important, a fortement chuté depuis la création de la ligne à grande vitesse (LGV) Méditerranée Valence - Marseille qui, passant par Aix-en-Provence, ne dessert pas la ville. La gare connait une fréquentation plus importante lors des manifestations culturelles et festives comme les Rencontres de la photographie d'Arles.

## Fréquentation
De 2015 à 2023, selon les estimations de la SNCF, la fréquentation annuelle de la gare s'élève aux nombres indiqués dans le tableau ci-dessous.
| Année                               | 2015    | 2016    | 2017    | 2018    | 2019    | 2020    | 2021    | 2022    | 2023    |
| ----------------------------------- | ------- | ------- | ------- | ------- | ------- | ------- | ------- | ------- | ------- |
| Nombre de voyageurs                 | 688 498 | 677 260 | 715 084 | 646 535 | 690 306 | 358 566 | 589 761 | 781 295 | 810 100 |
| Nombre de voyageurs + non voyageurs | 782 385 | 769 614 | 812 595 | 734 699 | 784 438 | 407 461 | 670 183 | 887 836 | 920 568 |

## Service des voyageurs
En 2022, selon les estimations de la SNCF, la fréquentation annuelle de la gare est de 781 295 voyageurs. Ce nombre s'élève à 589 761 en 2021, à 358 566 en 2020 et à 690 306 en 2019.

### Accueil
Gare SNCF, elle dispose d'un bâtiment voyageurs, avec guichets, ouvert tous les jours. Elle est équipée d'automates pour l'achat de titres de transport. Elle comporte quatre voies, dont deux jouxtant un quai central, voies 2 et 1 Bis, qui sont très peu utilisées. Un portail dans le passage souterrain empêche l'accès au quai de la voie 2 ; il n'est ouvert que dix minutes avant l'arrivée du train. Les deux autres voies sont la voie 1, pour la direction de Miramas (à l'opposé de la gare) et la voie 2 bis (2B), pour la direction d'Avignon-Centre, première voie en sortant du hall.

### Desserte

#### TGV
La desserte TGV permet un accès quotidien direct à Paris dans les deux sens (deux allers-retours par jour). Cette desserte étant limitée, des bus gérés par la Chambre de commerce et d'industrie du pays d'Arles assurent des navettes avec la gare d'Avignon TGV.

#### Grandes lignes
La gare est desservie par des trains Intercités, entre Bordeaux et Marseille.

#### TER
Arles est desservie par des trains TER Provence-Alpes-Côte d'Azur circulant sur les relations : 08 Marseille – Arles – Tarascon – Avignon, 10 Marseille – Avignon – Orange – Valence – (Lyon-Part-Dieu) et 11 Marseille – Nîmes – Montpellier – (Narbonne).

### Intermodalité
Un parc à vélos et un parking y sont aménagés.

## Galerie de photographies

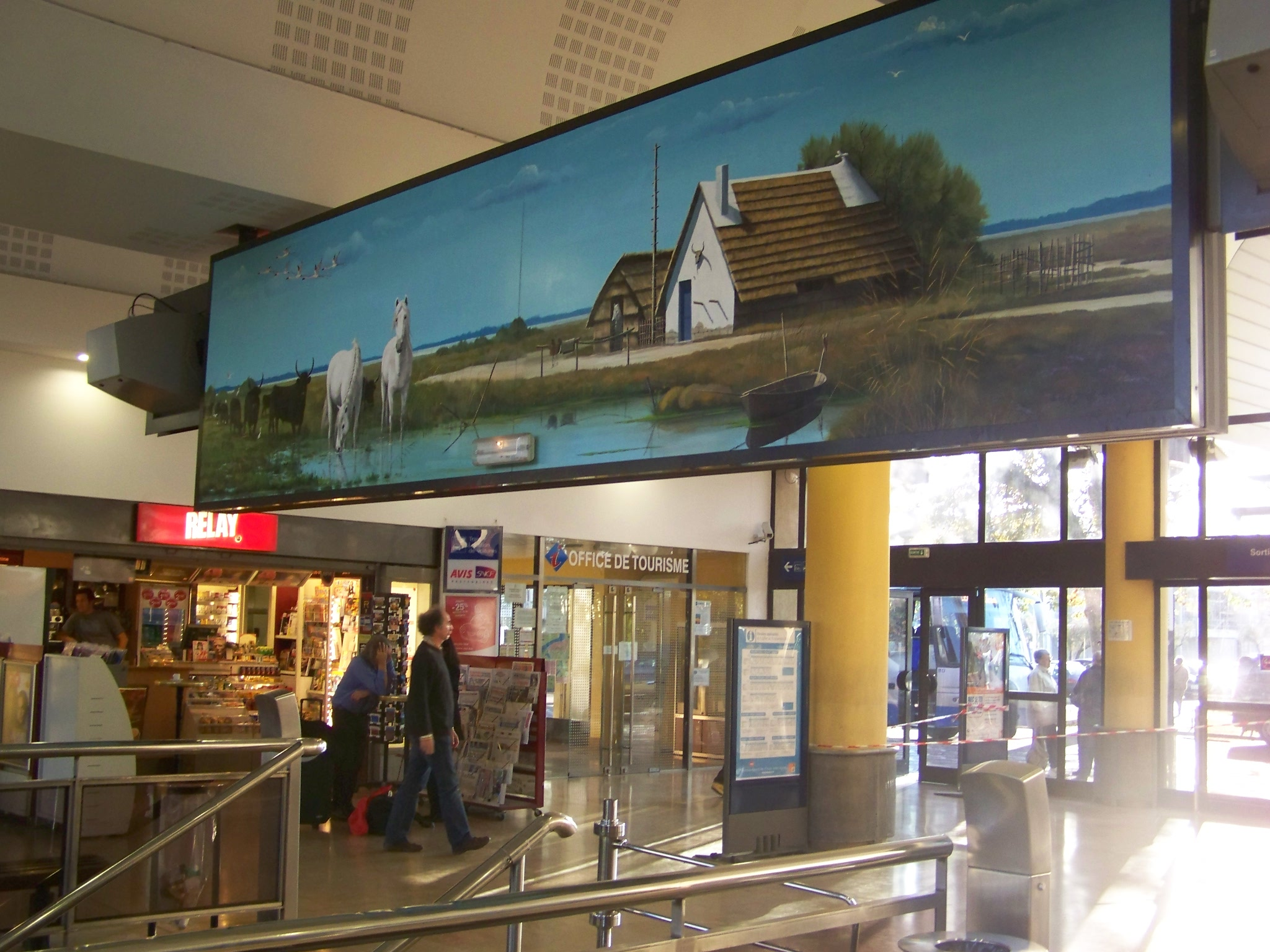
Hall de la gare.
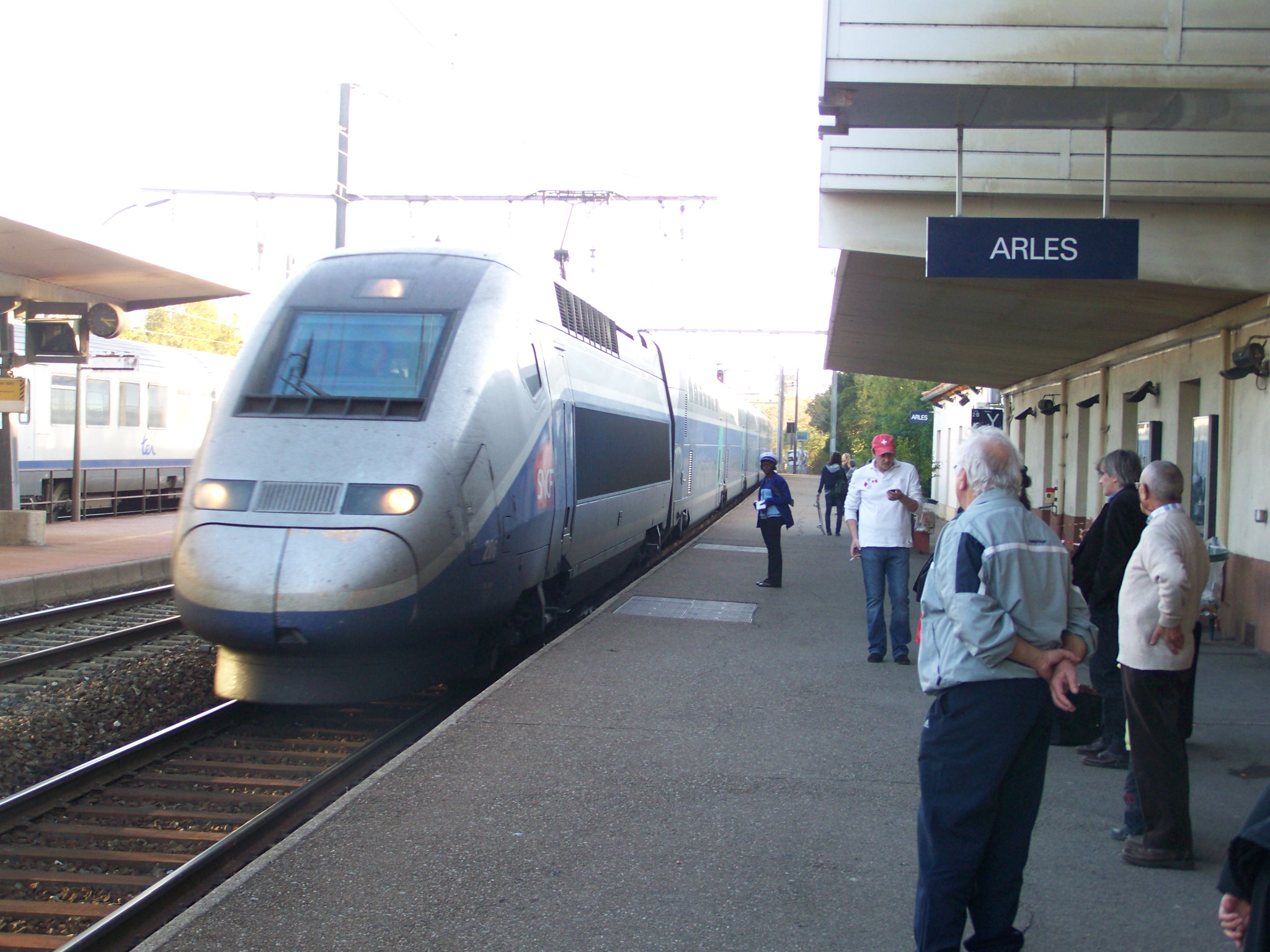
TGV venant de Miramas.